# Boutchim
Boutchim (en macédonien Бучим) est un village du sud-est de la Macédoine du Nord, situé dans la municipalité de Radovich. Le village comptait 320 habitants en 2002. Il est majoritairement turc.

## Démographie
Lors du recensement de 2002, le village comptait :
- Turcs : 320